# Chaetogaedia rufifrons
Chaetogaedia rufifrons là một loài ruồi trong họ Tachinidae.